# Greven, Nordrhein-Westfalen
Greven är en stad i Kreis Steinfurt i Nordrhein-Westfalen, Tyskland. Staden ligger vid motorvägen A1. Nordöst om staden ligger flygplatsen Münster/Osnabrücks flygplats.